# Vladimir Ivanovici Burenin
Vladimir Ivanovici Burenin (uneori ortografiat greșit „Buranin”) a fost un general-maior al armatei sovietice în timpul celui de al Doilea Război Mondial.
Din 1944 în 1946 a fost comandantul sovietic al comenduirii garnizoanei București.

## Arestarea mareșalului Ion Antonescu
Conform mărturiilor Majestății Sale Regelui Mihai I și lui Mircea Ionnițiu, în ziua intrării Armatei Roșii în București (28 august), Emil Bodnăraș l-a predat personal pe mareșalul Ion Antonescu generalului Burenin. Mareșalul fusese arestat la Palatul Regal în cursul evenimentelor de la 23 august 1944, din ordinul Regelui și ținut apoi în camera blindată Fichet din Casa Nouă până după orele două noaptea. Din motive de securitate (se anticipau represalii germane), între orele două și trei dimineața, la insistențele colaboratorilor și a noului guvern, Regele a părăsit Palatul cu destinația Dobrița. După plecarea sa, pe la orele patru, militarii Palatului i-au transferat pe mareșalul Antonescu și pe ceilalți colaboratori arestați în paza gărzii civile organizate de partidele politice, așa cum fusese stabilit anterior (nu se putea avea încă încredere în Poliție sau Jandarmerie, unde lucrau mulți colaboratori ai Mareșalului). În fapt, această gardă era asigurată doar de Partidul Comunist, căci celelalte partide nu putuseră oferi, în timp util, oamenii necesari. Sub conducerea lui Bodnăraș (care fusese prezentat Regelui sub numele fals de „inginerul Ceaușu”), comuniștii i-au mutat imediat pe arestați în casa amantei acestuia, aflată în cartierul Vatra Luminoasă. De aici, fără avizul guvernului sau al Regelui, aceștia au fost predați armatei sovietice ocupante, care i-a trimis imediat în URSS. Repatrierea s-a făcut abia în 1946, când lotul a fost judecat într-un proces organizat de Tribunalul Poporului. Unii dintre arestați, printre care și mareșalul Antonescu, au fost condamnați la moarte și executați.